# نوپسرها آنتنالیس
نوپسرها آنتنالیس یک گونه سوسک از خانوادهٔ سوسک‌های شاخک‌دراز است. این گونه توسط کارل جردن در سال ۱۹۸۴ توصیف و بررسی شد.

## انواع
- Nupserha antennalis var. capitata جردن، 1894
- Nupserha antennalis var. holonigripennis برونینگ ، 1950
- Nupserha antennalis var. obscurata برونینگ ، 1958[۱]